# La Solitude des nombres premiers (roman)
Pour l’article homonyme, voir La Solitude des nombres premiers (film).
La Solitude des nombres premiers (titre original : La solitudine dei numeri primi) est le premier roman de l'écrivain italien Paolo Giordano publié en 2008 en Italie par Mondadori, dont la traduction française est parue en 2009 aux éditions du Seuil.
En 2008, ce livre a reçu le prestigieux prix Strega, ainsi que le prix Campiello de la première œuvre. Il a été adapté en film en 2010, avec le même titre.

## Résumé
Le livre narre plusieurs épisodes de la vie des deux protagonistes, Alice et Mattia. En 1984, un abandon ou un accident les traumatise. En 1991, Mattia est reconnu surdoué et va dans le lycée d'Alice. Ils ont une petite aventure. En 1995, ils se déguisent en mariés. En 1998, Mattia pense qu'Alice et lui sont deux nombres premiers jumeaux (deux nombres premiers qui ne diffèrent que de 2, donc proches, mais isolés). Alice devient photographe et vit avec Fabio. Mattia travaille dans une autre ville. Ils se revoient après quelques années, s'embrassent sur la bouche, se disent qu'ils s'aiment, mais Mattia repart et ils restent seuls. C'est le moment fort et symbolique du livre, la solitude.
-
Malgré cet aspect très superficiel et joyeux du livre, une atmosphère pesante se fait ressentir. Mattia, dépressif à tendance suicidaire se mutile à plusieurs fois durant l'histoire, et Alice, anorexique et frôle la mort à plusieurs reprises. Enfin ce livre traite de sujets importants, sociétaux tels que les maladies mentales et physiques.  
Le livre est adapté au cinéma en 2011 par Saverio Costanzo. Avec dans les rôles principaux Alba Rohrwacher (Alice), Luca Marinelli (Mattia), Isabella Rosellini (Adele), Martina Albano (Alice enfant). Arianne Nostro (Alice adolescente). 